# Piazza Madre Teresa

Panoramica della piazza di notte

Piazza Madre Teresa (in albanese: Sheshi Nënë Teresa) è una delle piazze principali di Tirana, in Albania. 
Dedicata all'omonima santa, la piazza è la seconda per dimensioni tra le piazze della città. Si trova all'estremo meridionale del boulevard Dëshmorët e Kombit e vi si affacciano l'Università di Tirana sul lato occidentale, l'Università Politecnica di Tirana sul lato sud, il Palazzo dei Congressi, l'Università delle Arti ed il Museo archeologico nazionale sul lato orientale. Dietro quest'ultimo si spiana la piazza Italia su cui si affaccia il nuovo stadio nazionale.

## Storia
La piazza fu progettata dall'urbanista italiano Gherardo Bosio nel 1939 durante la redazione del piano regolatore di Tirana quando la città si trovava sotto il Protettorato Italiano del Regno d'Albania. I lavori furono completati nel 1940 e la piazza venne intitolata al re italiano Vittorio Emanuele III. Nella piazza confluiva l'ampio viale dell'Impero (oggi Boulevard Dëshmorët e Kombit) a sei corsie che la collegava alla principale e cuore della città piazza Scanderbeg.
Il 21 settembre 2014, giorno della visita in Albania di papa Francesco, la piazza - gremita di fedeli e curiosi - ha ospitato la celebrazione della messa presieduta dal Santo Padre.